# Xiphos

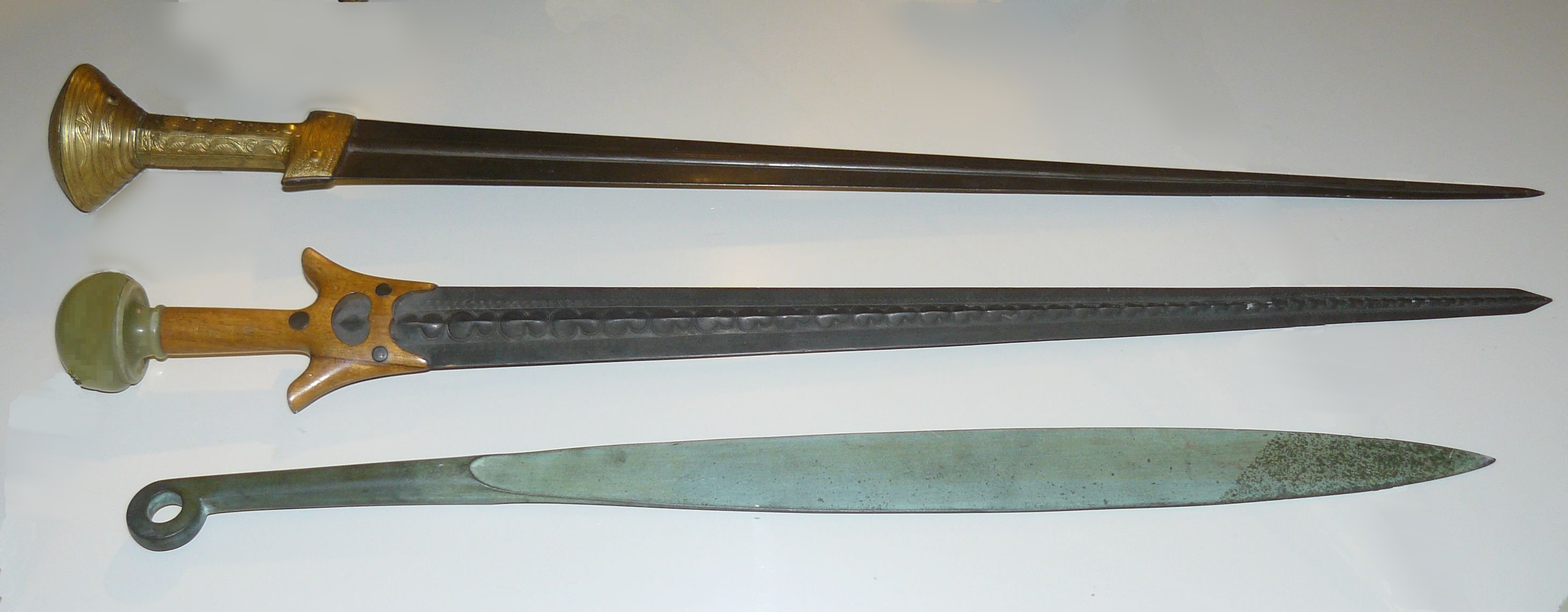
Xiphos micenei - ricostruzione

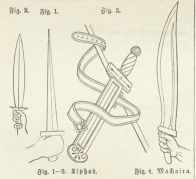
Xiphos (fig. 1-3) e Makhaira (fig. 4) - Ill. da Burton, Richard (1884), The Book of the Sword, Londra, Chatto & Windus

Lo xiphos (in greco antico: ξίφος?) era la spada utilizzata dalle forze di fanteria della Grecia antica. Forma originaria della spada micenea nell'Età del Bronzo, nell'Età del Ferro divenne parte della panoplia dell'oplita greco, che la utilizzava come arma di seconda scelta, quando la dory (lancia) non era più utilizzabile. Aveva impugnatura ad una mano e lama a doppio taglio lunga anche 60 centimetri.
Gli opliti spartani svilupparono una variante dello xiphos corta (30 cm), atta a colpire solo di punta nelle serrate mischie della fanteria pesante ellenica.

## Storia

### Origini
Menzione dello xiphos si trova già nell'Iliade di Omero, ove il vocabolo compare con il significato di "spada" e trova riscontro nel vocabolo di lingua micenea qsiphos, ove indica appunto genericamente la spada. Lo xiphos sarebbe dunque stato il nome dato nell'Antica Grecia e nell'arcipelago Egeo alla prima tipologia di arma bianca manesca apparsa durante l'Età del Bronzo, mantenuto in uso con il medesimo significato nella successiva Età del Ferro.
Nello specifico, il qsiphos miceneo doveva essere arma atta a colpire prevalentemente di punta, una sorta di antenato dello stocco. La spada a lama diritta, affilata su ambo i lati, da utilizzarsi per colpire di punta e di taglio era invece il phasgana (phasganon) con lama a foglia. Nei secoli tardi dell'Età del Bronzo questa distinzione venne meno e la parola greca xiphos, derivata da qsiphos, passò ad indicare sia le spade a lama stretta sia quelle a lama più larga, atte ad una scherma più variegata.

### La spada degli opliti
Tra VIII e VII secolo a.C., quando in Grecia si originò e diffuse lo schieramento a falange, lo xiphos, fosse esso con lama in bronzo o in ferro, venne inquadrato nella panoplia dell'oplita greco come arma di seconda scelta, da utilizzarsi nella mischia a distanza ravvicinata quando la pesante lancia da combattimento, la dory, era ormai troppo ingombrante.
Tra i ranghi degli hippikon (cavalleria), allo xiphos venne preferita un'altra tipologia di spada monofilare più adatta per i colpi di taglio, il makhaira.
(Senofonte, Sull'equitazione - XII, 11-12)
Gli Spartani svilupparono uno xiphos più corto, lungo circa 30 cm, utile nel combattimento ravvicinato tra le prime file dei due schieramenti di opliti. L'arma ebbe larga diffusione tra gli eserciti greci a partire dalla Guerra del Peloponneso (431 a.C.-404 a.C.), come ben dimostrato dai disegni artistici di quel periodo. La variante lunga dell'arma restò comunque in uso, diffondendosi, unitamente al modello bellico greco, sulle coste del Mediterraneo e raggiungendo, tramite la Magna Grecia, gli Etruschi e gli Italici.
Nel corso del IV secolo a.C., il generale ateniese Ificrate, grande riformatore della falange oplitica, armò i suoi soldati nella Guerra di Corinto contro gli spartani con una variante più lunga dello xiphos.

## Costruzione
Il testo omerico, narrante fatti ipoteticamente databili al 1250 a.C. ma redatto in età più recente, fornisce ampia descrizione dello xiphos, o meglio, delle tipologie di xiphos contemporanee all'autore (IX-VIII secolo a.C.) ma da lui inscritte nelle panoplie degli eroi achei e troiani:
- La lama poteva essere diritta e sottile o larga, in foggia di foglia, nel modello phasganon. In epoca storica, lo xiphos aveva lama "a foglia di salice" allungata o leggermente lanceolata, per garantire efficacia sia ai colpi di taglio che alle stoccate;
- L'impugnatura, ad una mano, poteva presentare un ricco fornimento. Omero parla di una spada dal manico inanellato d'oro per Agamennone di Micene e di chiodi d'argento ornanti lo xiphos di Achille brandito da Patroclo nel suo scontro mortale con il troiano Ettore[5]. Negli esemplari del V secolo a.C., l'impugnatura dello xiphos ha caratteristica impugnatura a "T";
- Il fodero, come l'impugnatura, poteva essere in metallo pregiato ma era più spesso in legno.

In epoca storica, lo xiphos veniva portato dagli opliti sul fianco sinistro, il fodero assicurato ad un balteo che correva sul petto del guerriero.